# Extranjera (álbum)
Extranjera es el nombre del álbum debut de la cantante, compositora, escritora y actriz mexicana Dulce María.

## Información del álbum
El álbum Extranjera Primera Parte, que cuenta con 7 canciones, fue lanzado al mercado el 9 de noviembre de 2010 en México y en Latinoamérica. Un mes después fue lanzado en Estados Unidos y Europa, donde obtuvo un buen rendimiento comercial en las listas de ventas de Croacia, Estados Unidos, España y Polonia.
El 14 de junio de 2011 fue relanzado al mercado bajo el nombre de Extranjera Segunda Parte, un complemento del álbum anterior que cuenta con 14 canciones y un DVD.

## Sencillos
- El 10 de mayo de 2010 Dulce María dio a conocer su primer sencillo como solista «Inevitable» el cual fue lanzado en descarga digital 1 semana antes de lo planeado debido a que el tema le fue robado. El videoclip se estrenó el lunes 24 de mayo en el canal de música Ritmoson Latino, MTV y en su canal oficial en VEVO por Youtube, donde inmediatamente despertó excelentes críticas de parte de los medios de comunicación, y fue titulado como el Mayor hit de una ex-rbd, por sonar fuertemente en las radios, posicionándose en el tercer lugar de la canción más sonada en Latinoamérica. Inevitable también ingresó a los tops de España, Polonia y Estados Unidos, en donde ingresó dentro de las primeras 50 posiciones y alcanzando el puesto número 50 en los Hot Latin Songs siendo la primera ex-RBD en ingresar una canción como solista en dicha lista.
- «Ya no» es el segundo sencillo del álbum. Su estreno en la radio fue el 15 de noviembre de 2010 y fue lanzada en iTunes el 22 de noviembre de 2010. Este sencillo es un cover de la canción interpretada por reina del tex-mex Selena. La versión fue bien aceptado por el público en general.
- El 2 de mayo de 2011 Dulce María dio a conocer, durante el evento Oye, que «Ingenua» sería el tercer sencillo del álbum. Esta canción fue retirada varias veces de la plataforma YouTube por errores de producción, y eso afectó a las visitas del vídeo de la cantante[cita requerida]

## Lista de canciones
- Edición estándar

| Extranjera: Primera parte |                |                                           |                |          |  |
| N.º                       | Título         | Escritor(es)                              | Productor (es) | Duración |  |
| 1.                        | «Inevitable»   | Dulce María                               | Axel Dupeyron  | 03:12    |  |
| 2.                        | «Luna»         | Dulce María                               | Axel Dupeyron  | 02:47    |  |
| 3.                        | «No Se Parece» | Carlos Lara, Ximena Muñoz                 | Carlos Lara    | 04:02    |  |
| 4.                        | «Vacaciones»   | Alih Jay, Baltazar Hinojosa               | Sebastián Krys | 02:58    |  |
| 5.                        | «Ingenua»      | Pedro Dabdoub Sánchez, Mónica Vélez       | Sebastián Krys | 03:22    |  |
| 6.                        | «El Hechizo»   | Xabier San Martín Beldarrain, Dulce María | Carlos Lara    | 03:51    |  |
| 7.                        | «Extranjera»   | Dulce María.                              | Sebastián Krys | 03:42    |  |

| Extranjera: Primera parte (Edición Portugal) (Bonus Track) |                                                |                              |                |          |  |
| N.º                                                        | Título                                         | Escritor(es)                 | Productor (es) | Duración |  |
| 8.                                                         | «Inevitable (versión en portugués) (Feat. TT)» | Thiago Teixeira (adaptación) | Sebastián Krys | 03:11    |  |

| Extranjera: Primera parte - Edición USA |                                  |                             |                |          |  |
| N.º                                     | Título                           | Escritor(es)                | Productor (es) | Duración |  |
| 1.                                      | «Inevitable»                     | Dulce María                 | Axel Dupeyron  | 03:12    |  |
| 2.                                      | «Luna»                           | Dulce María                 | Axel Dupeyron  | 02:47    |  |
| 3.                                      | «No Se Parece»                   | Carlos Lara, Ximena Muñoz   | Carlos Lara    | 04:02    |  |
| 4.                                      | «Vacaciones»                     | Alih Jay, Baltazar Hinojosa | Sebastián Krys | 02:58    |  |
| 5.                                      | «Extranjera»                     | Dulce María.                | Sebastián Krys | 03:42    |  |
| 6.                                      | «Extranjera (Superhéroes Remix)» | Dulce María.                | Sebastián Krys | 03:15    |  |

| Extranjera: Segunda parte |                     |                                               |                |          |  |
| N.º                       | Título              | Escritor(es)                                  | Productor (es) | Duración |  |
| 1.                        | «Inevitable»        | Dulce María, Axel Dupeyron, Andrea Hernández  | Axel Dupeyron  | 03:08    |  |
| 2.                        | «Irremediablemente» | Pedro Dabdoub Sánchez, Carlos Law             | Sebastián Krys | 03:07    |  |
| 3.                        | «Ya No»             | A.B. Quintanilla, Ricky Vela                  | Áureo Baqueiro | 03:24    |  |
| 4.                        | «Ingenua»           | Pedro Dabdoub Sánchez, Mónica Vélez           | Sebastián Krys | 03:22    |  |
| 5.                        | «Lo Intentaré»      | Diego Ortega, Pepe Ortega                     | Axel Dupeyron  | 03:12    |  |
| 6.                        | «No Se Parece»      | Carlos Lara, Ximena Muñoz                     | Carlos Lara    | 04:02    |  |
| 7.                        | «Vacaciones»        | Alih Jay, Baltazar Hinojosa                   | Sebastián Krys | 02:58    |  |
| 8.                        | «Luna»              | Dulce María, Axel Dupeyron, Andrea Hernández  | Axel Dupeyron  | 02:47    |  |
| 9.                        | «Extranjera»        | Pedro Dabdoub Sánchez, Mónica Vélez           | Sebastián Krys | 03:42    |  |
| 10.                       | «Dicen»             | Dulce María, Axel Dupeyron, Gonzalo Schroeder | Axel Dupeyron  | 02:41    |  |
| 11.                       | «Pensando En Ti»    | Carlos Lara, Pedro Muñoz                      | Carlos Lara    | 03:38    |  |
| 12.                       | «El Hechizo»        | Xabier San Martín Beldarrain                  | Carlos Lara    | 03:51    |  |
| 13.                       | «24/7»              | Dulce María, Gonzalo Schroeder                | Carlos Lara    | 03:15    |  |
| 14.                       | «¿Quién Serás?»     | Dulce María, Baltazar Hinojosa                | —              | 03:39    |  |

| Extranjera: Segunda parte (Edición Brasil) (Bonus Tracks) |                                     |                           |                |          |  |
| N.º                                                       | Título                              | Escritor(es)              | Productor (es) | Duración |  |
| 15.                                                       | «Ingenua (versión en portugués)»    | Danilo Avrel (adaptación) | Sebastián Krys | 03:24    |  |
| 16.                                                       | «Extranjera (versión en portugués)» | Danilo Avrel (adaptación) | Sebastián Krys | 03:41    |  |

| Extranjera: Segunda parte (Edicion Especial) (Bonus DVD) |                                            |              |                |          |  |
| N.º                                                      | Título                                     | Escritor(es) | Productor (es) | Duración |  |
| 1.                                                       | «Inevitable (En vivo desde el Lunario)»    |              | Sebastián Krys | 03:08    |  |
| 2.                                                       | «Ya no (En vivo desde el Lunario)»         |              | Sebastián Krys | 03:24    |  |
| 3.                                                       | «Ingenua (En vivo desde el Lunario)»       |              | Sebastián Krys | 03:22    |  |
| 4.                                                       | «¿Quién Serás? (En vivo desde el Lunario)» |              | —              | 03:39    |  |
| 5.                                                       | «Inevitable (Videoclip Oficial)»           |              | Sebastián Krys | 03:41    |  |
| 6.                                                       | «Ya no (Videoclip Oficial)»                |              | Sebastián Krys | 03:23    |  |
| 7.                                                       | «Inevitable (Behind The Scene)»            |              | Sebastián Krys | 02:58    |  |
| 8.                                                       | «Extranjera (Mini Film)»                   |              | Sebastián Krys | 12:47    |  |

## Posicionamiento en las listas
| Lista (2010)                                 | Máxima Posición |
| -------------------------------------------- | --------------- |
| Argentina - CAPIF Pop Albums                 | 7               |
| Brasil - Brasil Top 10 Albums                | 6               |
| Croacia - Croacia International Albums Chart | 6               |
| México - Mexican Albums Chart                | 1               |
| España - Spanish Albums Chart                | 9               |
| Estados Unidos - US Top Latin Albums         | 66              |
| Estados Unidos - US Latin Pop Albums         | 11              |
| Polonia -Polish Music Charts                 | 79              |

| Lista (2010)                         | Máxima Posición |
| ------------------------------------ | --------------- |
| Argentina - CAPIF Pop Albums         | 16              |
| México - Mexican Albums Chart        | 29              |
| España - Spanish Albums Chart        | 24              |
| Estados Unidos - US Latin Pop Albums | 20              |

## Sucesión en listas
| Anterior: «Sale el Sol» de Shakira | Mexican Albums Chart: Álbumes número uno en México 14 de noviembre de 2010 — 21 de noviembre de 2010 | Siguiente: «Amante de lo Bueno» de María José |

## Certificaciones
| País   | Organismo certificador | Certificación | Ventas certificadas | Ref   |
| ------ | ---------------------- | ------------- | ------------------- | ----- |
| Brasil | Pro-Música Brasil      | Oro           | 20 000              | [ 8 ] |
| Brasil | Pro-Música Brasil      | Platino       | 40 000              | [ 8 ] |